# Мультипіч
Мультипіч — кухонний прилад для смаження з утворенням хрусткої скоринки за допомогою розпеченого повітря без застосування занурювання в жир. Незначна кількість рослинного жиру може додаватись на свій смак і не є необхідною. 

## Доцільність використання
Смажена їжа смачна та поживна, проте велика кількість жиру значно збільшує калорійність продуктів. Чим довше використовується олія, тим більше змінюється її склад і можливе виникнення шкідливих речовин. Тому смажена, особливо у фритюрі, їжа вважається потенційно небезпечною для здоров’я та потребує обмеженню у споживанні. Фахівці із здорового живлення доклали багато зусиль для створення альтернативи смаженню.

## Історія
Можливо, до перших подібних приладів слід віднести тостер, що дозволяє підігріти та підсмажити до хрусту шматки хліба без застосування жиру. Перша повітряна фритюрниця, що застосовувала електричні нагрівальні елементи та примусову конвекцію створена Макссоном Духом в 1945 році.
Перша побутова мультипіч «Air Fryer» (англ. – прилад для смаження повітрям) з'явилася на ринку у 2010 році від нідерландської компанії Philips.

## Принцип дії
Повітря всередині приладу підігрівається електричним нагрівачем та циркулює навколо їжі на високій швидкості, готуючи їжу і формуючи хрустку скоринку. Рух повітря примусовий завдяки вентилятору. Хоч готування можливе і зовсім без жиру, можна досягти близького до смаження результату покривши їжу тонким шаром жиру (олії, масла тощо). Завдяки цьому можна смажити продукти, зокрема картопляні чипси, рибу, чизбургери, курку, картоплю фрі та ін., використовуючи значно менше жирів, ніж у традиційній фритюрниці. 

## Смак їжі
Смак та консистенція продуктів, приготованих смаженням у жирі та в повітряній фритюрниці, не є ідентичними, проте близькими. При цьому склад додатково внесеного жиру в готовому продукті може бути від нульового до зниженого на 70-80% відносно смаження у фритюрі.

## Аналоги
Конвекційні печі та мультипечі схожі за способами приготування їжі, але мультипечі зазвичай менші за конвекційні печі та виділяють менше тепла. Схожі до повітряної фритюрниці результати можна отримати у конвекційній печі із використанням спеціальних лотків з отворами для вільного проходження повітря.